# Tendence
Die Tendence ist eine internationale Konsumgütermesse rund um die Themen Wohnen und Schenken. Sie findet jährlich zu Beginn der zweiten Jahreshälfte in den Messehallen in Frankfurt am Main statt und besteht aus den Produktbereichen „Living“ (Wohnkonzepte rund um die Welt) und „Giving“ (Internationale Geschenkideen). 2020 fand sie vom 27. bis 30. Juni und damit bislang zum letzten Mal statt.
2016 waren 955 Aussteller aus 45 Staaten vertreten und die Messe hatte rund 24.000 Besucher.
Ausrichter der Tendence ist die Messe Frankfurt Exhibition GmbH.